# 藏南绿绒蒿
藏南绿绒蒿（学名：Meconopsis zangnanensis），为罂粟科绿绒蒿属下的一个植物种。